# Червената нишка
„Червената нишка“ е роман на Давид Гросман, издаден през 2008 г. Оригиналното заглавие е „אשה בורחת מבשורה“ – „Една жена бяга от вестта“ – вестта, че синът ѝ е загинал във военна акция, която тя очаква „вестоносците“ на армията рано или късно да ѝ донесат.
Романът разглежда Арабско-израелския конфликт от позицията на родителите на войниците, които участват във военните операции и акции. Давид Гросман започва работата си по романа през 2003 г., когато големият му син Йонатан е все още на служба в Израелските отбранителни сили. Завършва романа през 2006 г., когато малкият му син – Ури – загива във военна операция, часове преди прекратяването на огъня. По думите на автора (в заключителните бележки към романа), след смъртта на сина му, единствената промяна в беловата на ръкописа е „ехото на реалността“.
Романът е преведен на английски език от Джесика Коен със заглавие To the end of the Land. От него е направен българският превод.

## Сюжет
Ора – разведена физиотерапевтка на средна възраст – води по-малкия си син до сборния пункт на Израелските отбранителни сили, за масивна военна операция. Под влиянието на ужасяващи предчувствия решава да тръгне на поход по Националния маршрут на Израел, за да не позволи на вестоносците да ѝ връчат съобщението за смъртта на сина ѝ. За свой спътник избира дълбоко свързан, както лично с нея, така и със семейството бивш военнопленник от Войната от Йом Кипур.

## Награди
Романът е номиниран за „Националната награда на критиката“ за литература (National Book Critics Circle Award), през 2010 г., а през 2011 г., печели наградата „Джуиш Куотърли Уингейт“ (JQ Wingate Prize). В превод на френски език, книгата печели наградата „Медиси“ за преводна литература (Prix Médicis étranger) за 2011 г. През август 2011 г. романът е сред книгите, които президентът Барак Обама избира за ваканцията си.